# Štivor
Štivor är en ort i Bosnien och Hercegovina.   Den ligger i entiteten Republika Srpska, i den centrala delen av landet, 130 km norr om huvudstaden Sarajevo. Štivor ligger 188 meter över havet och antalet invånare är 159.
Terrängen runt Štivor är platt, och sluttar österut. Närmaste större samhälle är Prnjavor, 5,4 km sydväst om Štivor. 
Omgivningarna runt Štivor är en mosaik av jordbruksmark och naturlig växtlighet. Runt Štivor är det ganska tätbefolkat, med 67 invånare per kvadratkilometer.